# Suchon Sa-nguandee
Suchon Sa-nguandee (thailändisch สุชนม์ สงวนดี, * 10. März 1982 in Nakhon Pathom), ehemals  Chalakorn Sa-nguandee (thailändisch ชลากร สงวนดี), auch als God (thailändisch ชล) bekannt, ist ein thailändischer Fußballspieler.

## Karriere
Jetsadakorn Hemdaeng erlernte das Fußballspielen in der Jugendmannschaft des Erstligisten BEC Tero Sasana FC in Bangkok. Hier unterschrieb er 2008 auch seinen ersten Vertrag. Für BEC spielte er bis 2011 28 Mal in der Ersten Liga, der Thai Premier League. 2012 wechselte er in die Zweite Liga und schloss sich dem Suphanburi FC aus Suphanburi an. Mit dem Club wurde er 2012 Vizemeister der Thai Premier League Division 1 und stieg somit in die Erste Liga auf. Die Rückserie 2014 wurde er an den Zweitligisten Bangkok FC ausgeliehen. Nach Vertragsende in Suphanburi ging er 2015 wieder nach Bangkok und unterschrieb einen Vertrag beim Erstligisten Port FC. Mit dem Verein wurde er nach Ende der Saison 17. der Tabelle und stieg somit in die Zweite Liga ab. 2016 belegte der Verein einen dritten Platz und stieg somit wieder in die Erste Liga auf. Mitte 2017 wechselte er wieder in die Zweite Liga, wo er einen Vertrag in Nong Bua Lamphu bei Nongbua Pitchaya FC unterschrieb. Bei Nongua spielte er 39 Mal bis 2018 in der Zweiten Liga. 2019 ging er nach Suphanburi. Hier unterschrieb er einen Vertrag beim Drittligisten Simork FC. Da der Verein während der Saison gesperrt wurde, schloss er sich Mitte 2019 dem Zweitligisten Air Force United in Bangkok an. 13 Mal lief er für die Air Force in der Thai League 2 auf. Nachdem Air Force sich 2020 aus der Liga zurückzog und die Lizenz an Uthai Thani FC nach Uthai Thani gab, schloss er sich dem Nachfolgeverein an. Hier stand er bis Ende Mai 2020 unter Vertrag. Anschließend spielte er für die Drittligisten Pathumthani University FC in der Western Region sowie für den in der Bangkok Metropolitan Region spielenden Kasem Bundit University FC. Im Sommer 2023 wechselte er zum Amateurligisten APD United FC. Anschließend spielte er für den Viertligisten Look E San FC.

## Erfolge
BEC-Tero Sasana FC
- Thailändischer Pokalfinalist: 2009

Suphanburi FC
- Thailändischer Zweitligavizemeister: 2012  ▲